# Eulonche salicis
Eulonche salicis là một loài bướm đêm trong họ Noctuidae.